# Indium(III)bromide
Indium(III)bromide, ook wel indiumtribromide genoemd, is de verbinding van het metaal indium en het halogeen broom met de formule {\displaystyle {\ce {InBr3}}}. Het zout wordt in de organische synthese als lewiszuur ingezet.

## Structuur
{\displaystyle {\ce {InBr3}}} heeft dezelfde kristalstructuur als aluminiumchloride, met 6-gecoördineerde indium-ionen.  In gesmolten toestand vormt het dimeren: {\displaystyle {\ce {In2Br6}}} en ook in de gasfase komt het voornamelijk als dimeer voor. In de dimeren treden bromide-ionen op als brug tussen twee indium-ionen met een structuur die overeenkomt met die van {\displaystyle {\ce {Al2Cl6}}}.

## Synthese en reacties
Indium(III)bromide wordt gevormd in de directe reactie tussen de elementen. Als lewiszuur vormt het complexen met liganden (L) van het type 
{\displaystyle {\ce {InBr3L}}}, {\displaystyle {\ce {InBr3L2}}} en {\displaystyle {\ce {InBr3L3}}}.
Met metallisch indium ontstaan indiumbromides met een lager schijnbaar oxidatiegetal: {\displaystyle {\ce {InBr2}}}, {\displaystyle {\ce {In4Br7}}}, {\displaystyle {\ce {In2Br3}}}, {\displaystyle {\ce {In5Br7}}}, {\displaystyle {\ce {In7Br9}}} en indium(I) bromide: {\displaystyle {\ce {InBr}}}.
In refluxende xyleen ontstaat uit metallisch indium en indium(III)bromide een verbinding die eerst beschreven is als indium(II)bromide, maar later beter beschreven bleek als indium(I)tetrabromoindaat(III).